# Liste der Bodendenkmäler in Buchloe
Auf dieser Seite sind die Bodendenkmäler in der schwäbischen Stadt Buchloe zusammengestellt. Diese Tabelle ist eine Teilliste der Liste der Bodendenkmäler in Bayern. Grundlage ist die Bayerische Denkmalliste, die auf Basis des Bayerischen Denkmalschutzgesetzes vom 1. Oktober 1973 erstmals erstellt wurde und seither durch das Bayerische Landesamt für Denkmalpflege geführt wird. Die folgenden Angaben ersetzen nicht die rechtsverbindliche Auskunft der Denkmalschutzbehörde.

## Bodendenkmäler in Buchloe
| Lage       | Objekt                                                                                      | Akten-Nr.     | Bild         |
| ---------- | ------------------------------------------------------------------------------------------- | ------------- | ------------ |
| (Standort) | Verebnete Grabhügel vorgeschichtlicher Zeitstellung.                                        | D-7-7930-0023 |              |
| (Standort) | Burgstall des hohen und späten Mittelalters.                                                | D-7-7930-0024 |              |
| (Standort) | Mittelalterliche Stadtbefestigung von Buchloe.                                              | D-7-7930-0025 |              |
| (Standort) | Siedlung vorgeschichtlicher Zeitstellung, Körpergräber des frühen Mittelalters.             | D-7-7930-0029 |              |
| (Standort) | Burgstall des Mittelalters.                                                                 | D-7-7930-0030 |              |
| (Standort) | Siedlung der römischen Kaiserzeit und Körpergräber des frühen Mittelalters.                 | D-7-7930-0031 | Bodendenkmal |
| (Standort) | Siedlung der römischen Kaiserzeit und der frühen Neuzeit.                                   | D-7-7930-0049 |              |
| (Standort) | Körpergräber des frühen Mittelalters.                                                       | D-7-7930-0052 |              |
| (Standort) | Mittelalterliche und frühneuzeitliche Befunde im Bereich der Kath. Pfarrkirche St. Georg    | D-7-7930-0053 |              |
| (Standort) | Mittelalterliche und frühneuzeitliche Befunde im Bereich der Altstadt von Buchloe.          | D-7-7930-0073 |              |
| (Standort) | Mittelalterliche und frühneuzeitliche Befunde im Bereich der Kath. Stadtpfarrkirche         | D-7-7930-0074 |              |
| (Standort) | Mittelalterliche und frühneuzeitliche Befunde im Bereich der ehem. Pfarrkirche St. Stephan  | D-7-7930-0075 |              |
| (Standort) | Grabenwerk vor- und frühgeschichtlicher oder mittelalterlicher Zeitstellung.                | D-7-7930-0077 |              |
| (Standort) | Mittelalterliche und frühneuzeitliche Befunde im Bereich der Kath. Filialkirche St. Andreas | D-7-7930-0079 |              |
| (Standort) | Mittelalterliche und frühneuzeitliche Befunde im Bereich der Kath. Pfarrkirche St. Alban    | D-7-7930-0081 |              |